# Xestia sareptana
Xestia sareptana là một loài bướm đêm thuộc họ Noctuidae. Nó được tìm thấy ở few localities in the European part of tây nam Nga, Thổ Nhĩ Kỳ, vùng Kavkaz, miền tây Iran, Liban và Israel.
Con trưởng thành bay vào tháng 9 đến tháng 10. Có một lứa một năm.